# Hominina
Hominina este un subtrib de hominide din tribul Hominini, caracterizate prin postura verticală și locomoție bipedă.

## Taxonomie
- Superfamilia Hominoidea ("hominoide")[1]
  - Familia Hylobatidae
    - Genul Hoolock
    - Genul Hylobates
    - Genul Nomascus
    - Genul Symphalangus

  - Familia Hominidae ("hominide") 
    - Subfamilia Ponginae
      - Genul Pongo ("pongines")

    - Subfamilia Homininae ("hominines")
      - Tribul Gorillini
        - Genul Gorilla ("gorillines")

      - Tribul Hominini
        - Subtribul Panina
          - Genul Pan

        - Subtribul Hominina 
          - Genul Ardipithecus
          - Genul Australopithecus
          - Genul Paranthropus
          - Genul Homo

## Arbore filogenetic
```
  ,______________________________________ 
Ardipithecus ramidus
 +
__|
  |______________________________________ 
Australopithecus anamensis
 +
       |
       |,________________________________ 
Australopithecus afarensis
 +
          |   |
          |   |__________________________ 
Australopithecus garhi
 +
          |   |
          |   |__________________________ 
Australopithecus sediba
 +
          |   |
          |   |__________________________ 
Australopithecus africanus
 +
          |     |
          |     |   ,____________________ 
Paranthropus aethiopicus
 +
          |     |___|
          |       |    __________________ 
Paranthropus robustus
 +
          |       |___|
          |           |__________________ 
Paranthropus boisei
 +
          |       
          |,_____________________________ 
Kenyanthropus platyops
  +
                  |
                  |______________________ 
Homo gautengensis
  +
                  |
                  |,_____________________ 
Homo habilis
 +
                      |
                      |__________________ 
Homo georgicus
  +
                      |
                      |__________________ 
Homo floresiensis
  +
                      |
                      |__________________ 
Homo rudolfensis
  ++
                           |
                           |,____________ 
Homo ergaster
 +
                               |
                               |,________ 
Homo erectus
 +
                               |   |
                               |   |_____ 
Omul de Denisova
  + (încă nedescrisă)
                               |
                               |_________ 
Homo antecessor
 +
                               |
                               |,________ 
Homo heidelbergensis
 +
                               |   |
                               |   |_____ 
Homo neanderthalensis
 +
                               |
                               |,________ 
Homo rhodesiensis
 + 
                                   |
                                   |_____ 
Homo sapiens

                                      |
                                      |__ 
Homo sapiens idaltu
```